# آدي بوذا

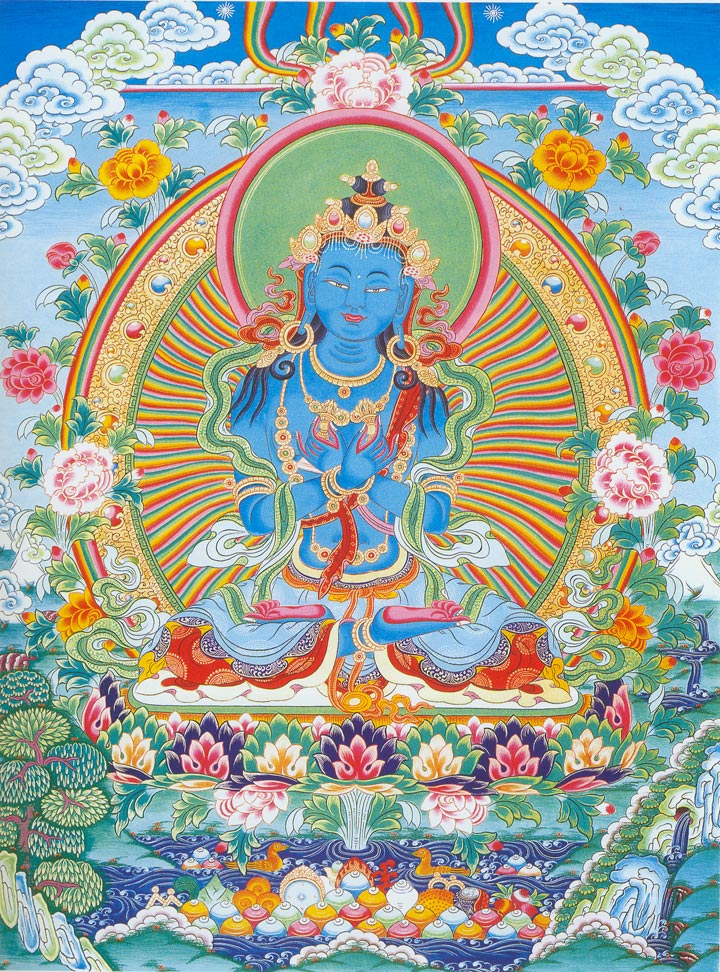
تصوير لفاجرادهارا، بوذا الرئيسي، في مدارس سارما

آدي بوذا أو أَدِي بودها (بالإنجليزية: Adi-Buddha)‏، في الفاجرايانا البوذية، هو بوذا الأول أو بوذا البِدْئي. والمصطلح الشائع الآخر لهذه الشخصية هو دارماكايا بوذا (Dharmakāya Buddha)، أي جسد الحقيقة. وهو بوذا الأصلي الذي كان قبل كل شيء، اللا متناهي العليم بكل شيء، الموجود بذاته بغير بداية ولا نهاية، لكنه مع ذلك ليس إلهاً ولا يُرادف تصور الإله، وتذكر إحدى الأساطير أن الخلاء كان يُحيط بكل شيء عندما تجلى صوت غامض من أُوم الذي أنتج بإرادته الذاتية آدي بوذا الذي تجلى على هيئة مشعة انبثقت من زهرة اللوتس.
يظهر هذا المصطلح في الأدب التانتري البوذي، وعلى الأخص في نصوص الكلاتشاكرا. وتعني كلمة "Ādi" الأول، بحيث كان آدي بوذا أول من وصل إلى البوذوية. ويمكن أن تعني كلمة "آدي" أيضًا "ما هو بِدْئي"، ولا تشير إلى شخص ما، بل إلى الحكمة الفطرية الكامنة في جميع الذوات الواعية.

## البوذية الهندية التبتية
في البوذية الهندية التبتية، غالبًا ما يستخدم مصطلح أديبوذا لوصف بوذا سامانتابهادرا (في مذهب نيينغما)، أو فاجرادهارا، أو كالاتشاكرا (في مدارس سارما). وكان هناك أيضًا تقليد في الهند يرى أن مانجوسري هو أديبوذا، كما يتضح من تعليق فيلاسافاجرا على تعاليم مانجوسري-ناما-سامجيتي. يقول فيلاسافاجرا في تعليقه:
الكائن الغنوصي مانجوسري ليس البوديساتفا الذي هو سيد المراحل العشر (بهومي). بل هو المعرفة غير المزدوجة (advayajñāna)، وكمال الحكمة (prajñāpāramitā) نفسها.

### مدرسة نيينغما
في مدرسة نيينغما، يُطلق على آدي بوذا اسم سامانتابهادرا. وغالبًا ما يصور فن النيينغما هذه الشخصية على أنها بوذا الأزرق العاري، فوفقا لدزوغتشين بونلوب العالم بالبوذيات:
يرمز اللون الأزرق إلى اتساع الفضاء وعدم تغيره، وهو أساس كل الظواهر، وأساس كل المظاهر، ومصدر كل الظواهر. إن غياب الرداء أو اللباس يرمز إلى الواقع الأصيل الذي يتجاوز أي ملابس ثنائية أو مفاهيمية أو فلسفية. هذا هو دارماكايا بوذا: الجسد الحقيقي للحقيقة المطلقة.
وفقًا لجيم فالبي (مترجم كونجيد جيالبو تانترا)، في تقليد دزوغتشين لمدرسة نيينغما، فإن سامانتابهادرا (كل الخير) ليس إلهًا ولكنه "حضورنا النقي المثالي الخالد وراء السبب والنتيجة".
يطلق كونجيد جيالبو تانترا على سامانتابهادرا لقب "الملك الخالق"، لأنه يُقال إن جميع الظواهر هي تجليات أو عروض لسامانتابهادرا. وفقًا لنمخاي نوربو، هذا لا يعني أن هناك كائنًا يُدعى سامانتابهادرا هو الذي يخلق الكون، بل ما يشير إليه هو أن كل الأشياء تنشأ من "حالة الوعي السامانتابهادرا، حالة دارماكايا." بهذا المعنى. يُنظر إلى سامانتابهادرا على أنه تجسيد رمزي للأرض أو الأساس (ghzi) في فكر دزوغتشين.

## البوذية في شرق آسيا

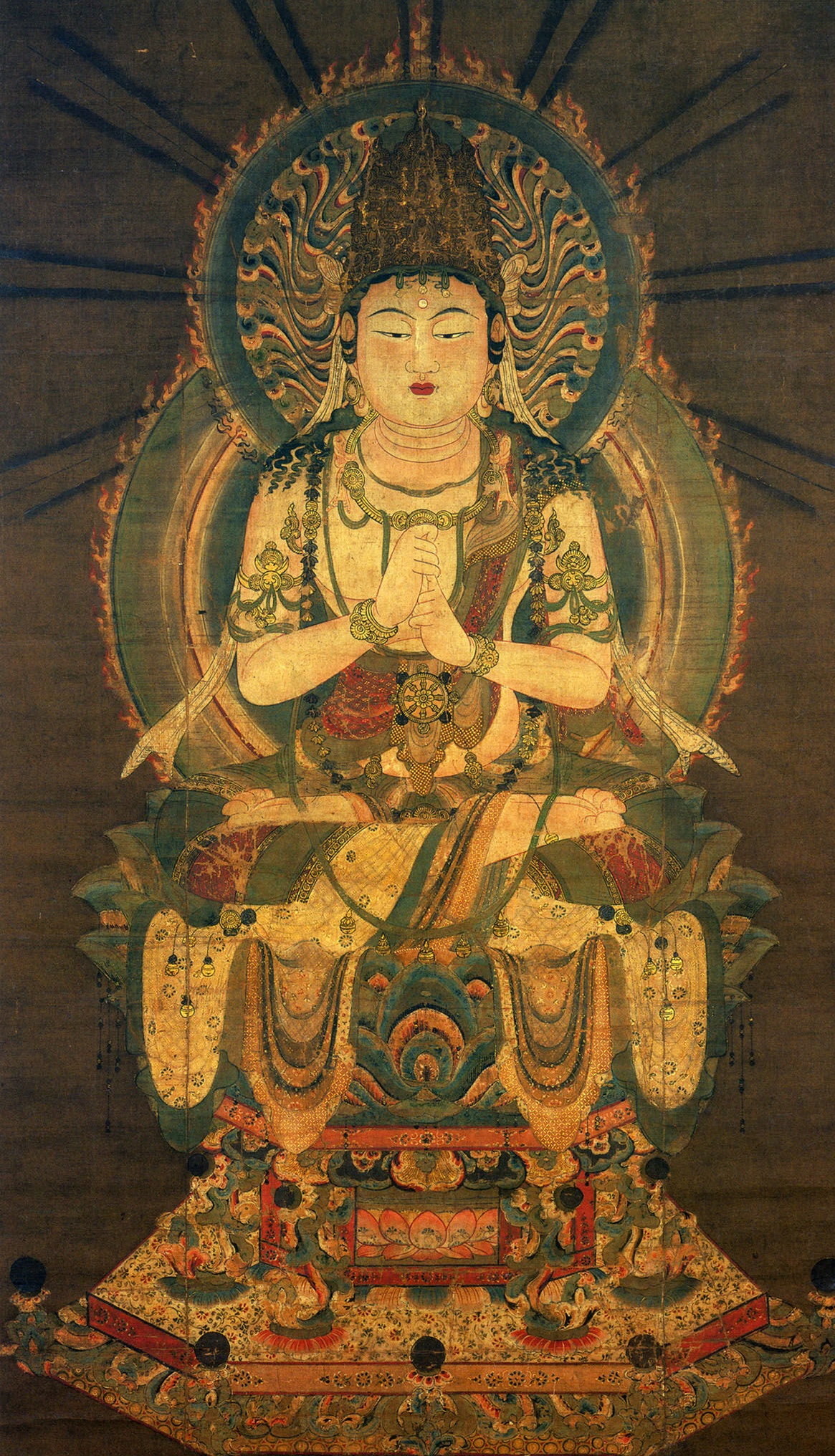
لوحة ماهافيروكانا من القرن الثاني عشر، فترة هيان، في متحف نيزو

في البوذية الباطنية الصينية، وفي شينغون اليابانية، يُنظر إلى الأديبوذا عادةً على أنه ماهافيروكانا. في لغة شينغون اليابانية، يُستخدم مصطلحا الجسم البدائي (هونجي-شين) ومبدأ دارماكايا (ريهو-جين) للإشارة إلى أديبوذا. ويرتبط أيضًا بالحرف A، وهو الحرف الأول من أبجدية السيدهام، ويُنظر إليه على أنه مصدر الكون.
وفي الوقت نفسه، في طوائف الأميديست اليابانية أو "الأرض الطاهرة"، يُنظر إلى أميتابها بوذا (أميدا) على أنه بوذا الأعلى أو بوذا الأصلي الوحيد (إيتشي-بوتسو).

## الفيشنافية
في مدرسة أوريسان للفيشنافية في العصور الوسطى، يُعتقد أن جاغاناث هو أول صورة رمزية بوذوية لفيشنو، أو آدي بوذا؛ مع كون غوتاما بوذا وتشيتانيا ماهابرابهو تجسيدًا إضافيًا لبوذا-جاغاناث.
يجادل معلمو غاوديا الفيشنافية بأن ألقاب بوذا، مثل: سوجاتا بوذا وآدي بوذا تشير إلى الصورة الرمزية التاسعة بين أفاتارات فيشنو، الذي كان شخصًا مختلفًا عن غوتاما بوذا، استنادًا إلى أماراكوشا والنصوص البوذية الأخرى.